# Związek Patriotów
Związek Patriotów – partia lewicy niepodległościowej działająca w latach 1914–1917.
Powstał przed wybuchem I wojny światowej, w maju 1914 z inicjatywy Izy Moszczeńskiej-Rzepeckiej jako tajna organizacja inteligencka w Warszawie, grupując przeważnie członków i sympatyków Polskiej Partii Socjalistycznej – Frakcji. Na terenach Królestwa zajętych w pierwszym roku wojny przez wojska państw centralnych działał legalnie. W okresie od maja do sierpnia 1915 część organizacji ZP na tym terenie połączyła się z Ligą Państwowości Polskiej tworząc Związek Państwowości Polskiej, będącą częścią Zjednoczenia Stronnictw Niepodległościowych. Na terenach nadal znajdujących się pod władzą Rosji Związek Patriotów wchodził do reprezentacji politycznych lewicy niepodległościowej – Zjednoczenia Organizacji Niepodległościowych a potem Unii Stronnictw Niepodległościowych. Po zajęciu całości Królestwa przez Niemców i Austriaków i ustanowieniu przez nich okupacji Związek wszedł najpierw do Komitetu Naczelnego Zjednoczonych Stronnictw Niepodległościowych a następnie do Centralnego Komitetu Narodowego, uznając ich linię polityczną. Należąc wówczas także do Stałego Porozumienia starając się stworzyć pomost pomiędzy CKN a Międzypartyjnym Kołem Politycznym. Przywódcami Związku Patriotów byli: Medard Downarowicz, Tadeusz Szpotański, Artur Śliwiński, Stanisław Śliwiński, Stanisław Thugutt. Organami prasowymi Związku były pisma: "Prawda" (do 1 V 1915), "Widnokrąg", "W przededniu".
W marcu 1917 po wejściu w jego skład licznej grupy bezpartyjnych działaczy CKN przekształcił się w Partię Niezawisłości Narodowej.